# كتاب تكوين الخيمياء
كتاب تكوين الخيمياء (باللاتينية: Liber de compositione alchemiae) يعتبر عمومًا الترجمة الأولى لكتاب باللغة العربية عن الكيمياء إلى اللاتينية، تم الانتهاء منه في يوم 11 فبراير سنة 1144 من قبل المستعرب الإنجليزي روبرت أوف تشستر. يحتوي الكتاب على حوار بين الراهب البيزنطي شبه الأسطوري مريانس (باللاتينية: Morienus ، وربما أخدت من اليونانية Μαριανός) والأمير الأموي خالد بن يزيد (حوالي 668 - 704). تظهر أهمية العمل بين الخيميائيين اللاحقين من خلال حقيقة أنه تم حفظه في العديد من المخطوطات وطبعه وترجمته إلى اللغات المحلية عدة مرات منذ القرن السادس عشر.
تستند الترجمة اللاتينية في معظمها إلى مصدر عربي يُدعى «رسالة مريانس الراهب الحكيم للأمير خالد بن يزيد»، وإن احتوى كل من النصين العربي واللاتيني على أقسام غير موجودة في الآخر. ينتمي النص العربي إلى الأعمال الخيميائية المرتبطة بخالد بن يزيد في القرن التاسع، والتي تعتبرعند العديد من الباحثين منتحلة، على الرغم من أنه قيل أيضًا أنها قد تعود إلى القرن الثامن.
الكلمة اللاتينية Alchemia في العنوان لا تشير إلى الخيمياء، بل تشير إلى الإكسير أي حجر الفلاسفة، وبالتالي فالمعنى الفعلي للعنوان هو «كتاب تكوين الإكسير».